# Luray Caverns
Die Luray Caverns sind mit etwa 26 Hektar das größte Höhlensystem im Osten der USA. Die seit 1974 als National Natural Landmark gekennzeichnete Höhle mit ihren farbenprächtigen Räumen liegt etwas außerhalb der Stadt Luray in unmittelbarer Nähe des Shenandoah-Nationalparks und der Blue Ridge Mountains im Nordwesten von Virginia.

## Geschichte
Die Höhle wurde am 13. August 1878 durch den Schmied Andrew Campbell, seinen Neffen William Campbell sowie dem ortsansässigen Fotografen Benton Stebbins entdeckt. Sie bemerkten zunächst einen kühlen Luftzug aus dem Boden und begannen an der Stelle zu graben. Etwa fünf Stunden danach seilte sich Andrew Campbell als erster in das Höhlensystem ab.
Zu diesem Zeitpunkt gehörte das Land, auf dem die Höhlen entdeckt wurden, Sam Buracker. Wegen nicht bezahlter Schulden wurde sein Land jedoch am 14. September 1878 versteigert. Andrew Campbell, William Campbell und Benton Stebbins, die von der Versteigerung wussten, ersteigerten das Gebiet und enthüllten erst nach dem Kauf ihre Entdeckung. Da der wirkliche Wert des Landes zum Zeitpunkt des Kaufs nicht bekannt war, folgten zwei Jahre mit Gerichtsverfahren. 1881 wurde der Kauf durch das oberste Gericht Virginias annulliert. Das Land wurde anschließend an die Luray Cave und Hotel Company, eine Tochtergesellschaft der Shenandoah Railroad Company verkauft.
1901 errichtete T.C. Northcott, der ehemalige Präsident der Luray Caverns Corporation, auf dem Gipfel des Höhlenhügels das „Limair“-Sanatorium. Mit einem Gebläse wurde die sehr saubere und keimfreie Höhlenluft in das Gebäude geleitet und konnte alle vier Minuten ausgetauscht werden. Nachdem das ursprüngliche Gebäude einem Feuer zum Opfer gefallen war, wurde das Sanatorium als Backsteingebäude neu errichtet.

## Entstehung
Die Höhle entstand mit dem ausklingenden Tertiär, als auch das Shenandoah-Valley entstand. Abfließendes, säurehaltiges Wasser erodierte die weicheren Gesteinsschichten weg. Stalaktiten und Stalagmiten begannen sich zu bilden. Teilweise sind diese zusammengewachsen und bilden die sogenannten Stalagnaten (Columns), welche bis zu 16 m hoch sind. Da weiterhin kohlensäurehaltiges Wasser durch das Gestein dringt, ist der Prozess noch nicht abgeschlossen.

## Great Stalacpipe Organ

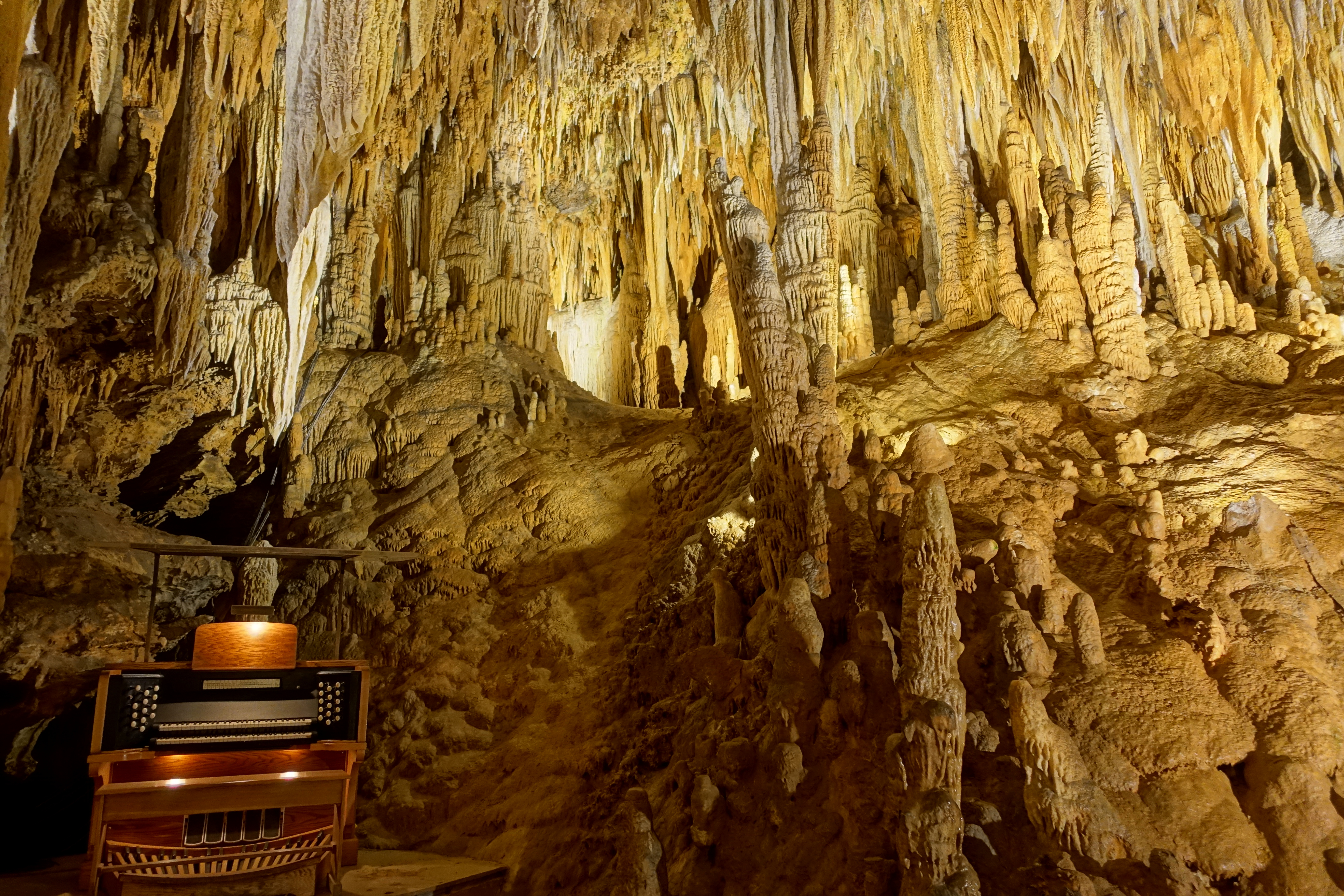
Orgel

Die Great Stalacpipe Organ ist laut Guinness-Buch das größte unterirdische Musikinstrument der Welt. Auf mehr als 14.000 m² Fläche sind an ausgesuchten Stalaktiten gummiüberzogene Hämmer angebracht, die den Stein zum Schwingen bringen und somit Töne erzeugen lassen. Entwickelt und gebaut wurde das Instrument 1954 von Leland W. Sprinkle, einem Mathematiker und Elektroniker im Pentagon.
Trotz der Gummiüberzüge kommt es gelegentlich vor, dass Stalaktiten beim Spiel abbrechen. Dann fehlt der entsprechende Ton im Orgelrepertoire, bis ein Mitarbeiter den Hammer an einen anderen geeigneten Stalaktiten versetzt, der gegebenenfalls durch Absägen auf die richtige Länge gekürzt und somit gestimmt wird. Offensichtlich ist die Great Stalacpipe Organ also kein Instrument für die Ewigkeit.
Auf dem vierten Album von Pepe Deluxé, Queen of the Wave, ist die Great Stalacpipe Organ zu hören.

## Schauhöhle

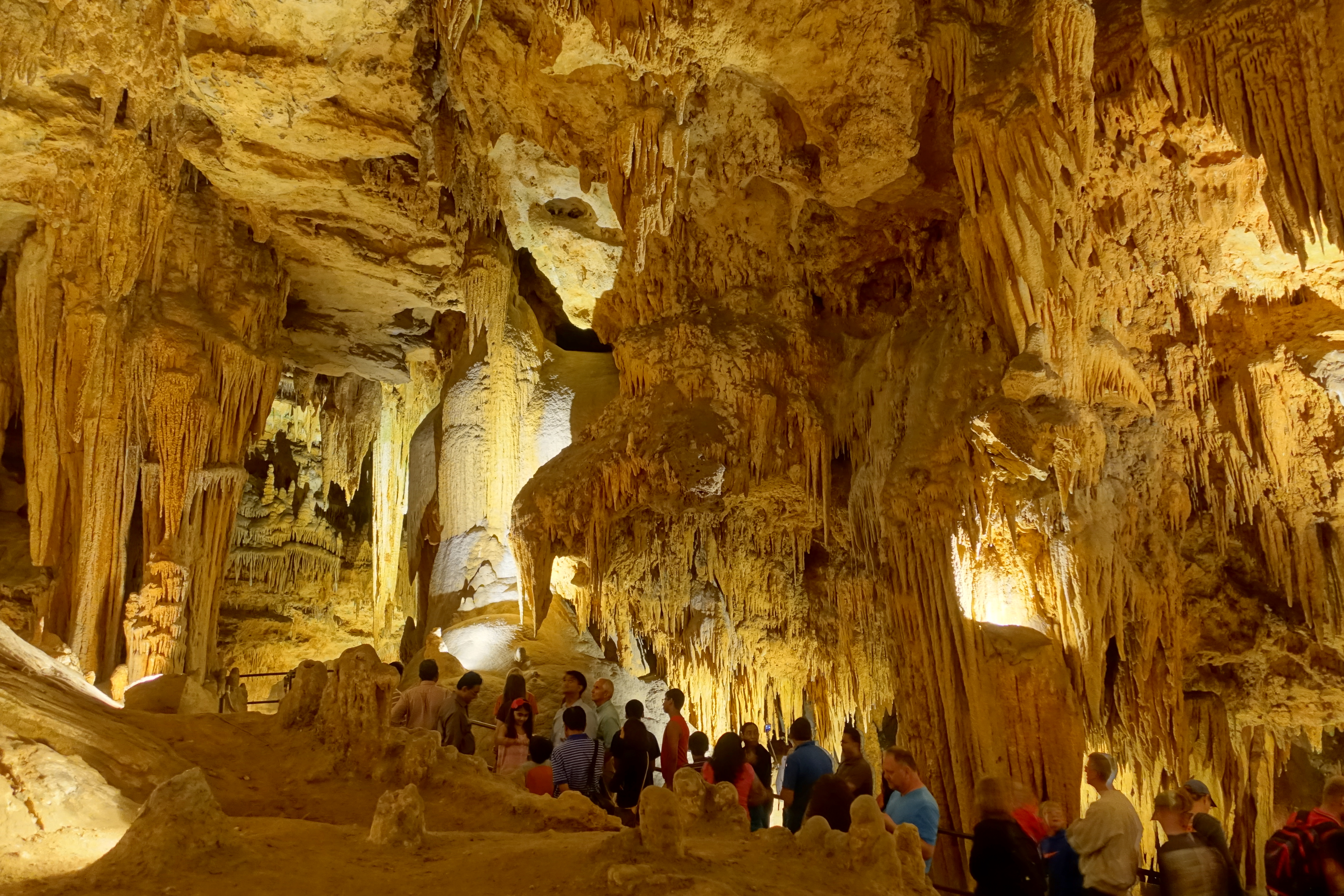
Besuchergruppe

Die Höhlen können in geführten Touren oder auf eigene Faust besichtigt werden. Der Eintritt (ohne Führung) kostet zwischen 17 US$ und 34 US$, im Preis ist ein Besuch des Historic Car & Carriage Caravan-Museums eingeschlossen (Stand: Mai 2025). Die Great Stalcpipe Organ wird während der Tour ebenfalls durch ein computergesteuertes System gespielt. 
Jährlich zählen die Luray Caverns zirka 500.000 Besucher.
Ebenfalls außergewöhnlich ist, dass die Höhlenluft chemisch getrocknet wird. Damit ist der Kälteeffekt durch hohe Luftfeuchtigkeit aufgehoben. Das ist zwar für die Besucher sehr angenehm, trocknet aber die Tropfsteingebilde aus und verhindert so eine natürliche Weiterentwicklung der Höhlenwelt.